# Ignacy Jakub Bronicki
Ignacy Jakub Bronicki herbu Ślepowron (zm. w lutym 1769 na Morawach) – skarbnik wiślicki, chorąży pancerny, podczaszy nowogrodzki (1761), marszałek ziemi sanockiej w konfederacji barskiej, regimentarz-subaltern partii małopolskiej, marszałek konfederacji sanockiej, ożeniony z Anną Gumowską, właścicielką dóbr nowotanieckich.
W 1764 roku był elektorem  Stanisława Augusta Poniatowskiego z województwa sandomierskiego. W 1768 został porucznikiem chorągwi pancernej. 29 czerwca 1768 Jakub Bronicki jako  marszałek ziemi sanockiej dla potrzeb konfederacji barskiej uzyskał w Lesku od Kantego Ossolińskiego milicję nadworną, amunicję, dziewięć armat, pełne oporządzenie dla 50 ludzi i tysiąc czerwonych złotych. 6 lipca 1768 w obozie pod Sieniawą obwołany marszałkiem konfederackim. Na czele swojego oddziału w sile 1 500 przybył następnie z odsieczą przez Krosno do Krakowa. Po upadku miasta próbował dowodzić obroną Wawelu przed szturmem wojsk rosyjskich. 15 września jako generalny regimentarz partii małopolskiej wezwał szlachtę do wytrwania. Uszedł na Słowację, skąd nawiązał korespondencję z austriackim kanclerzem Wenzlem Antonem von Kaunitzem. Zmarł na wygnaniu w roku 1769 na Morawach. 
Potomstwo Jakuba Bronickiego; Tekla primo voto hrabianka Sas-Jaworska, żona Aleksandra, który był synem hr. Józefa i Elżbiety Dunin Łabędzkiej oraz Aniela, która wyszła za Jana Wiktora herbu Brochwicz.